# Курсон (кантон)
Курсон (фр. Courçon) — кантон во Франции, находится в регионе Пуату — Шаранта. Департамент кантона — Шаранта Приморская. Входит в состав округа Ла-Рошель. Население кантона на 2006 год составляло 11 720 человек.
Код INSEE кантона 1707. Всего в кантон Курсон входят 14 коммун, из них главной коммуной является Курсон.

## Коммуны кантона
- Англие — население 664 чел.
- Бенон — население 663 чел.
- Курсон (Приморская Шаранта) — население 1456 чел.
- Краншабан — население 554 чел.
- Феррьер (Приморская Шаранта) — население 650 чел.
- Ла-Грев-сюр-Миньон — население 414 чел.
- Ла-Лень — население 267 чел.
- Ла-Ронд — население 851 чел.
- Ле-Ге-д’Аллере — население 667 чел.
- Нюайе-д’Они — население 827 чел.
- Сен-Сир-дю-Доре — население 526 чел.
- Сен-Жан-де-Ливерсе — население 2163 чел.
- Сен-Совёр-д’Они — население 1368 чел.
- Тогон (Шаранта Приморская) — население 650 чел.